# Драммонд, Джеймс, 1-й барон Перт
Джеймс Драммонд, 1-й барон Перт (англ. James Drummond, 1st Baron Perth; 12 февраля 1744 — 2 июля 1800) — шотландский военный, землевладелец и пэр.

## Происхождение
Родился 12 февраля 1744 года в Ландине, Файф, под именем — Джеймс Ландин. Младший сын Джеймса Ландина (1707—1781) и леди Рэйчел Брюс (? — 1769), дочери Томаса Брюса, 7-го графа Кинкардина. Его старший брат — Томас Драммонд, лорд Драммонд (1742—1780).
Ландины произошли от Томаса де Ландина, внебрачного сына короля Шотландии Вильгельма Льва. Бабушкой и дедушкой Джеймса по отцовской линии были Роберт Ландин (1675—1716) и Энн Инглис (дочь сэра Джеймса Инглиса из Крамонда). Его дед Роберт был младшим сыном Джона Драммонда, 1-го графа Мелфорта (младшего сына 3-го графа Перта), от его первой жены Софии Мейтленд. София, его прабабушка, унаследовала Ландин от своего брата Джона Ландина из Ландина, оба были детьми Маргарет (урожденной Ландин) Мейтленд и Роберта Мейтленда (младшего сына Джона Мейтленда, 1-го графа Лодердейла). Мать Софии Маргарет унаследовала поместья Ландин после смерти своего отца, Джона Ландина из Ландина, в 1684 году.

## Карьера
Младший Джеймс Ландин, теперь также известный как Драммонд, поступил на службу в британскую армию в 1771 году. В сентябре 1780 года он был повышен до капитана 2-го батальона 42-го горного полка и служил с батальоном в Индии.

## Претензия на графство Перт
6 февраля 1760 года, после смерти Эдварда Драммонда, 6-го герцога Перта (Якобитское пэрство), отец Джеймса стал наследником графства Перт, которое было конфисковано с 1716 года из-за лишения прав Джеймса Драммонда, 2-го герцога Перта (1-й граф Мелфорт был младшим сыном Джеймса Драммонда, 3-го графа Перта). Поэтому его отец принял фамилию Драммонд и называл себя 10-м графом Перт, и в 1776 году, после смерти Джин Драммонд, герцогини Перт, в 1773 году, он поселился в поместье Драммондов в Стобхолле в Пертшире.
После смерти отца 18 июля 1781 года Джеймс унаследовал отцовское право на графство Перт (его старший брат Томас, переехавший в Америку, умер в ноябре 1780 года), но титулом не пользовался. В 1784 году был принят Акт, позволяющий Короне даровать наследникам мужского пола поместья, которые были конфискованы в 1745 году, и 8 марта 1785 года Сессионный суд объявил, что он является лицом, имеющим право на поместья Драммонд (включая замок Драммонд), которые ему были должным образом предоставлены. Он подал иск на звание графа Перт в 1792 году, но отозвал его в 1796 году, и 26 октября 1797 года был создан пэром Великобритании как лорд Перт, барон Драммонд из Стобхолла в графстве Пертшир.

## Личная жизнь
31 марта 1785 года в Эдинбурге Джеймс Драммонд женился на достопочтенной Клементине Элфинстоун (28 августа 1749 — 31 августа 1822), дочери Чарльза Элфинстоуна, 10-го лорда Элфинстоуна (1711—1781), и леди Клементины Флеминг (дочери Джона Флеминга, 6-го графа Уигтауна). У супругов было трое детей:
- Джеймс Драммонд (1791—1799), умерший в детстве[1].
- Леди Клементина Сара Драммонд (1786 — 26 января 1865), в 1807 году она вышла замуж за Питера Роберта Баррелла (1782—1865). Супруги приняли фамилию Драммонд в дополнение к фамилии Баррелл по королевскому разрешению 6 ноября того же года[8]. Он унаследовал титул барона Гвидира от своего отца в 1820 году, а титул барона Уиллоуби де Эрзби от своей матери в 1828 году[9].
- Леди Джемайма Рэйчел Драммонд (1787—1788), которая умерла в младенчестве[1].

Лорд Перт скончался в Иннерпеффрее 2 июля 1800 года, после чего баронство креации 1797 года прекратило свое существование.

## Наследие
После смерти лорда Перта право на графство Перт перешло по наследству к линии титулярных герцогов Мелфорта, которым оно было восстановлено 28 июня 1853 года, а затем 28 февраля 1902 года его унаследовали виконты Страталлан.
Ландин был продан сэру Уильяму Эрскину из Торри перед его смертью и позже был унаследован Джеймсом Эрскином Уэмиссом (1789—1854). Ландин-хаус был снесен в 1876 году, но его башня сохранилась и по сей день. Поместья Драммондов были унаследованы по соглашению от 9 июня 1800 года его дочерью Клементиной и её наследниками. В 1953 году Стобхолл был передан ее потомком Джеймсом Хиткот-Драммонд-Уиллоуби, 3-м графом Анкастером, наследнику-мужчине Джону Драммонду, 8-му графу Перта (1907—2002), в то время как замок Драммонд остается резиденцией Джейн Хиткот-Драммонд-Уиллоуби, 28-й баронессы Уиллоуби де Эрзби (род. 1934).